# Naturally 7

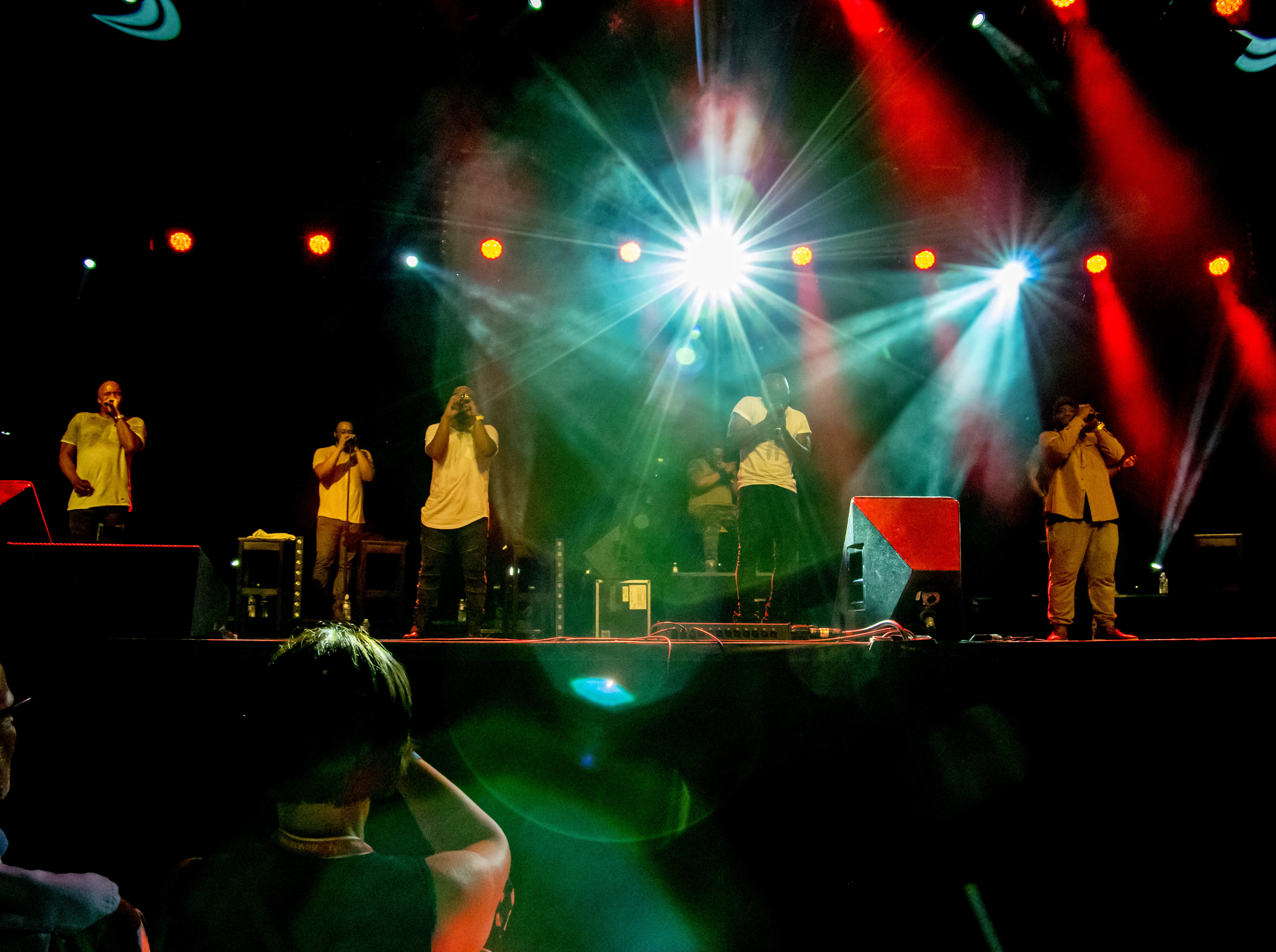
Naturally 7, Zelt-Musik-Festival nel 2018 a Freiburg Friburgo in Brisgovia, Germania

I Naturally 7 sono un gruppo statunitense con un distinto stile a cappella chiamato Vocal Play. Essi cantano R&B con esteso beatboxing.

## Storia
I Naturally 7 nacquero a New York nel 1999 formati da Garfield Buckley, Rod Eldridge, Warren Thomas, Jamal Reed, Roger "N'glish" Thomas, Dwight Stewart e Armand "Hops" Hutton,già da quando Roger Thomas con suo fratello aveva un gruppo con altri cinque cantanti girano per la città cantando a cappella in un'unica abilità a creare arrangiamenti d'armonia. Quando furono invitati a una competizione con una major per cantare a cappella, essi vinsero.
Essi sono diventati piuttosto famosi a livello internazionale grazie alla versione cover a cappella di In The Air Tonight di Phil Collins, nel 2006, arrivando primi nelle classifiche e ottenendo un posto nelle Top 10 e nelle Top 20 con un altro singolo,Music is The Key,insieme a Sarah Connor, cantante pop/R&B tedesca.
Il 12 luglio del 2007 hanno partecipato al Montreux Jazz Festival insieme ad artisti come Al Jarreau e George Benson. Nel Luglio del 2008 hanno partecipato al Concerto del 75º compleanno di Quincy Jones.Tavis Smiley li invitò ad una performance nel suo show televisivo.A Maggio hanno debuttato nella televisione statunitense al Today Show con ospite che accompagnava la performance Michael Bublé.
Il 4 febbraio del 2009 hanno registrato Wall of Sound per la TED Conference del 2009.
Hanno registrato con Michael Bublé una suggestiva versione di Stardust nel CD Crazy Love nel 2009. In seguito registreranno con il cantante canadese anche "Silver Bells", contenuto nell'album natalizio "Christmas" (2011).

## Discografia

### Album
- 2000: Non-Fiction
- 2003: What Is It?
- 2004: Christmas... It's A Love Story
- 2006: Ready II Fly
- 2009: Wall Of Sound

### Singoli
- "Music Is the Key" (duet with Sarah Connor)
- "Feel it (In The Air Tonight)"

### DVD
- Live In Berlin
- Live In Montreux 2007 (Eagle Rock)

### Collaborazioni
- "Stardust" (con Michael Bublé)  (2009)
- "Silver Bells" (con Michael Bublé)  (2011)